# Boridia grossidens
Boridia grossidens är en fiskart som beskrevs av Cuvier, 1830. Boridia grossidens ingår i släktet Boridia och familjen Haemulidae. Inga underarter finns listade.